# Сельское поселение «Село Татаринцы»
Се́льское поселе́ние «Село Татаринцы» — муниципальное образование в Сухиничском районе Калужской области Российской Федерации.
Административный центр — село Татаринцы.

## История
Статус и границы сельского поселения установлены Законом Калужской области от 1 ноября 2004 года № 369-ОЗ «Об установлении границ муниципальных образований, расположенных на территории административно-территориальных единиц "Думиничский район", "Кировский район", "Медынский район", "Перемышльский район", "Сухиничский район", "Тарусский район", "Юхновский район", и наделении их статусом городского поселения, сельского поселения, муниципального района».

## Население
| 2010 | 2012 | 2013 | 2014 | 2015 | 2016 | 2017 |
| ---- | ---- | ---- | ---- | ---- | ---- | ---- |
| 351  | ↘350 | →350 | ↘338 | ↗341 | ↘321 | ↘316 |
| 2018 | 2019 | 2020 | 2021 |      |      |      |
| ↘315 | ↘309 | ↘301 | ↗363 |      |      |      |

## Состав сельского поселения
| № | Населённый пункт | Тип населённого пункта       | Население |
| - | ---------------- | ---------------------------- | --------- |
| 1 | Малые Подосинки  | деревня                      | ↘6        |
| 2 | Меховое          | село                         | ↘21       |
| 3 | Музалевка        | железнодорожная станция      | ↘10       |
| 4 | Мурдасово        | деревня                      | ↘6        |
| 5 | Пустошки         | деревня                      | ↘0        |
| 6 | Ракитное         | деревня                      | →0        |
| 7 | Старинка         | деревня                      | ↘12       |
| 8 | Татаринцы        | село, административный центр | ↘296      |